# Клари Катона
Кла̀ри Ка̀тона (на унгарски: Katona Klári; Рацкеве, 20 октомври 1953 г.) е унгарска певица.
Нарежда се сред най-утвърдените женски имена на унгарската музикална сцена от втората половина на XX век заедно с Кати Ковач, Жужа Конц, Шаролта Залатнай и Тери Харангозо.

## Биография

### 1966 – 1976 г. Първи успехи и участия на фестивали
Пее от 1966 г., когато е на 13 години, а на 14 години се премества да живее в Будапеща. Учи пеене при оперната певица Олга Шик. Кариерата си на певица започва като вокалистка на група „Кек Чилаг“ („Синя звезда“), след това – на „Неотон“, а впоследствие продължава самостоятелно. Участва в местни радио конкурси, като Tessék választani! („Изберете!“) и Made in Hungary („Произведено в Унгария“), както и на провеждащия се през лятото Фестивал за танцова песен (Táncdalfesztival), на чието издание през 1971 г. участва с песента Bővizű forrás („Пълноводен извор“) и печели Наградата за изпълнение. Постепенно започва да представя страната си и на чуждестранни фестивали.
През 1974 г. участва в международния конкурс на фестивала „Братиславска лира“ в тогавашна Чехословакия и печели „Златна лира“. Песента Ablak nincs az emberen („Човекът няма прозорец“), с която се явява на „Произведено в Унгария“ през 1975 г. и която е била предназначена първоначално за Кати Ковач, ѝ носи I награда. През лятото участва и в международния конкурс на „Златният Орфей“ в България с песента School for Young and Old (английска версия на „Училище за малки и големи“ на „Щурците“ по музика на Кирил Маричков и английски текст на Хайно Ищван). Печели Наградата на Комитета за телевизия и радио (КТР) и изпълнението ѝ е включено в издадената от „Балкантон“ дългосвиреща плоча „Златният Орфей '75. Лауреати и гости“ (ВТА 1871). През 1976 г. участва на първото издание на Международния фестивал за филмова и популярна песен в Истанбул с песента Forever („Завинаги“; на него се явяват Лили Иванова и Емил Димитров), на Международния фестивал на песента в Палма де Майорка (Испания) и Международния музикален фестивал в Сопот (Полша).

### 1976 – 1980 г.
През 1977 г. записва и издава първия си албум, озаглавен Savanyú a csokoládé („Шоколадът е горчив“). Повечето от песните в него са по музика и текст на Ференц Демиен от група „В'Мото-Рок“, а някои от тях са кавъри на песни на група „Бергенди“, която съпровожда по време на записите и в която авторът членува по това време. Други по-познати песни от него стават Ha a cipőm beszélni tudna („Ако обувките ми можеха да говорят“), с която Клари участва в радиоконкурса „Изберете!“, и Ez az utolsó („Това е за последно“). Явява се и на Фестивала за танцова песен, провел се тази година под името „Метроном '77“, с песента Tíz percet az évekből („Десет минути от годините“) и печели I награда.
Поредицата от успехи с Ференц Демиен продължава и в началото на следващата година. През февруари печели наградата за изпълнение на „Изберете!“ с песента Ne sírj („Не плачи“), включена във втория ѝ албум Láthatod: boldog vagyok („Можеш да видиш – щастлива съм“) от същата година, който обаче не жъне особен успех, и певицата продължава с участията си в чужбина.
През 1979 г. изпълнява унгарски кавъри на руски и немски хитове.

### 80-те години
През 1980 г. записва песента Megint („Отново“) по текст и музика на Тибор Над и Ференц Демиен, която се излъчва често по радиото, но остава неиздадена в неин албум. Участва на Международния фестивал на песента във Варадеро, Куба, на който е обявена за чуждестранна певица на годината.
Следващата година бележи началото на творческото ѝ сътрудничество с музиканта Габор Пресер от „Локомотив ГТ“ и текстописеца Душан Стевановит, плод на което стават повечето от песните, включени в четирите ѝ студийни албума, издадени през това десетилетие. Първият от тях е Titkaim („Моите тайни“), който ѝ носи голям успех. С него печели признанието на публиката и музикалната индустрия, като е обявена за певица на годината в ежегодната анкета Popmeccs („Поп мач“) на седмичното списание Pesti műsor („Пещенска програма“). На включените в албума песни Titkos szobák szerelme („Любовта от тайните стаи“) и Hello… („Здравей…“) през следващата година записва една италианска и две английски версии – съответно La casa del mio cuore („Къщата на сърцето ми“), Memory („Спомен“) и Hello, които обаче са издадени едва през 2012 г. от „Хунгаротон“.
От следващите три албума – Katona Klári (1984 г.), Éjszakai üzenet („Нощно съобщение“, 1986 г.) и Mozi („Кино“, 1989 г.) – вторият постига успех, сходен донякъде с този на Titkaim, а третият включва кавъри на унгарски песни на различни изпълнители и групи, като „Бергенди“, Дюла Викидал, „Хобо Блус Бенд“, Кати Ковач, Зоран Стевановит и Шандор Ревес.
През 1983 г. участва в „Изберете!“ с Elvarázsolt dal („Омагьосана песен“), но я включва едва три години по-късно под заглавието Elvarázsolt éj („Омагьосана нощ“) в албума си от 1986 г. Оригиналната версия е инструментална и е включена в самостоятелния албум Electromantic на Габор Пресер от 1982 г.
През 1984 г. участва на Световния фестивал за популярна песен в Токио с песента When the Darkness Falls („Щом падне мрак“) – английска версия на Amíg várok rád („Докато те чакам“), включена в албума от същата година – и печели Наградата за най-забележително изпълнение.
През това време участва в мюзикъла „Оливър!“ на Лайънъл Барт, както и в театралните постановки János, a vitéz („Смелият Янош“) и Itt élned, halnod kell („Тук трябва да живееш и умреш“) на Мате Виктор.

### От 1990 г. нататък
От 1992 г. започва да създава авторски песни. Съпровождана от пианиста Бела Сакчи Лакатош и от съпруга си, китариста Дюла Бабош, през този период издава три студийни албума – …neked („…за теб“, 1992 г.), Fekete gyöngy („Черен бисер“, 1996 г.) и Most („Сега“, 2001 г.). Става и водеща на няколко телевизионни и радио предавания.
През 1993 г. издава автобиографичната си книга Titkaim, neked („Моите тайни – за теб“), а през 1995 г. е наградена с Малък кръст на „Орден за заслуги“ на Република Унгария.
През 2002 г. издава двоен концертен албум, озаглавен Ünnep („Празник“), а през 2003 г. – албум с детски песни, озаглавен Óvodás dalaim („Моите песни за детската градина“), и води телевизионното предаване Zeneország („Страната на музиката“).
От 2020 г. пише статии за музика и изкуство в политическия седмичник „Йелен“.

## Личен живот
Има един брак – с джаз китариста Дюла Бабош, с когото остава заедно до смъртта му през 2018 г.

## Дискография

### Студийни албуми
- 1977 – Savanyú a csokoládé
- 1978 – Láthatod: boldog vagyok
- 1981 – Titkaim
- 1984 – Katona Klári
- 1986 – Éjszakai üzenet
- 1989 – Mozi
- 1992 – …neked
- 1996 – Fekete gyöngy
- 2001 – Most

### Концертни албуми
- 2002 – Ünnep

### Сборни албуми
- 1990 – Katona Klári

## Участия на музикални мероприятия

### Tessék választani!(„Изберете!“)
- 1970 – Iránytű и Kíváncsi lennék rá
- 1973 – Könnyek nélkül
- 1974 – Voltál és nem vagy itt
- 1975 – Semmit nem jelent
- 1977 – Ha a cipőm beszélni tudna
- 1978 – Ne sírj (2-ро място; заедно с група „В'Мото-Рок“)
- 1983 – Elvarázsolt éj
- 1984 – Amíg várok rád
- 1991 – китка от песни

### Фестивал за танцова песен (Táncdalfesztivál)
- 1971 – Mért kell búcsúzni mindig? и Üres a világ
- 1972 – Bővízű forrás
- 1977 – Tíz percet az évekből (I награда за солистка)